# Chu Tổ Thọ
Chu Tổ Thọ (tiếng Trung: 朱祖寿, Tháng 6 năm 1945 – 1 tháng 1 năm 2023) là một nhà ngoại giao người Trung Quốc.

## Cuộc đời và sự nghiệp
Chu từng là đại sứ Trung Quốc tại Hà Lan từ năm 2001 đến 2003, và sau đó là đại sứ tại Hungary từ năm 2003 đến 2007. Sau đó, ông là đại diện của Trung Quốc tại Tổ chức Cấm Vũ khí Hóa học từ năm 2007 đến năm 2011.
Vào ngày 1 tháng 1 năm 2023, Chu đã qua đời tại Bắc Kinh vì COVID-19, hưởng thọ 77 tuổi.